# Іглиця плямиста
Іглиця плямиста (Nerophis maculatus) — вид морських іглиць. Поширені у східній Атлантиці: Португалія і Азорські острови, Середземне море, особливо численні в Адріатиці і західному Середземномор'ї.
Яйцеживородні риби, морські прибережні, субтропічні риби, сягають 20 см довжиною.